# Hanabusa Itchō II
Hanabusa Itchō II (二代英一蝶, , Nidai Hanabusa Icchō) (1677 - 1737) est le fils et l'élève du peintre japonais Hanabusa Itchō. Il est aussi connu sous les noms Hanabusa Taga, Nobukatsu, Chōhachi et Mohachi.

## Sources
- (en) Lane, Richard (1978). Images of the Floating World. Old Saybrook, CT: Konecky & Konecky.